# Vadans (Haute-Saône)

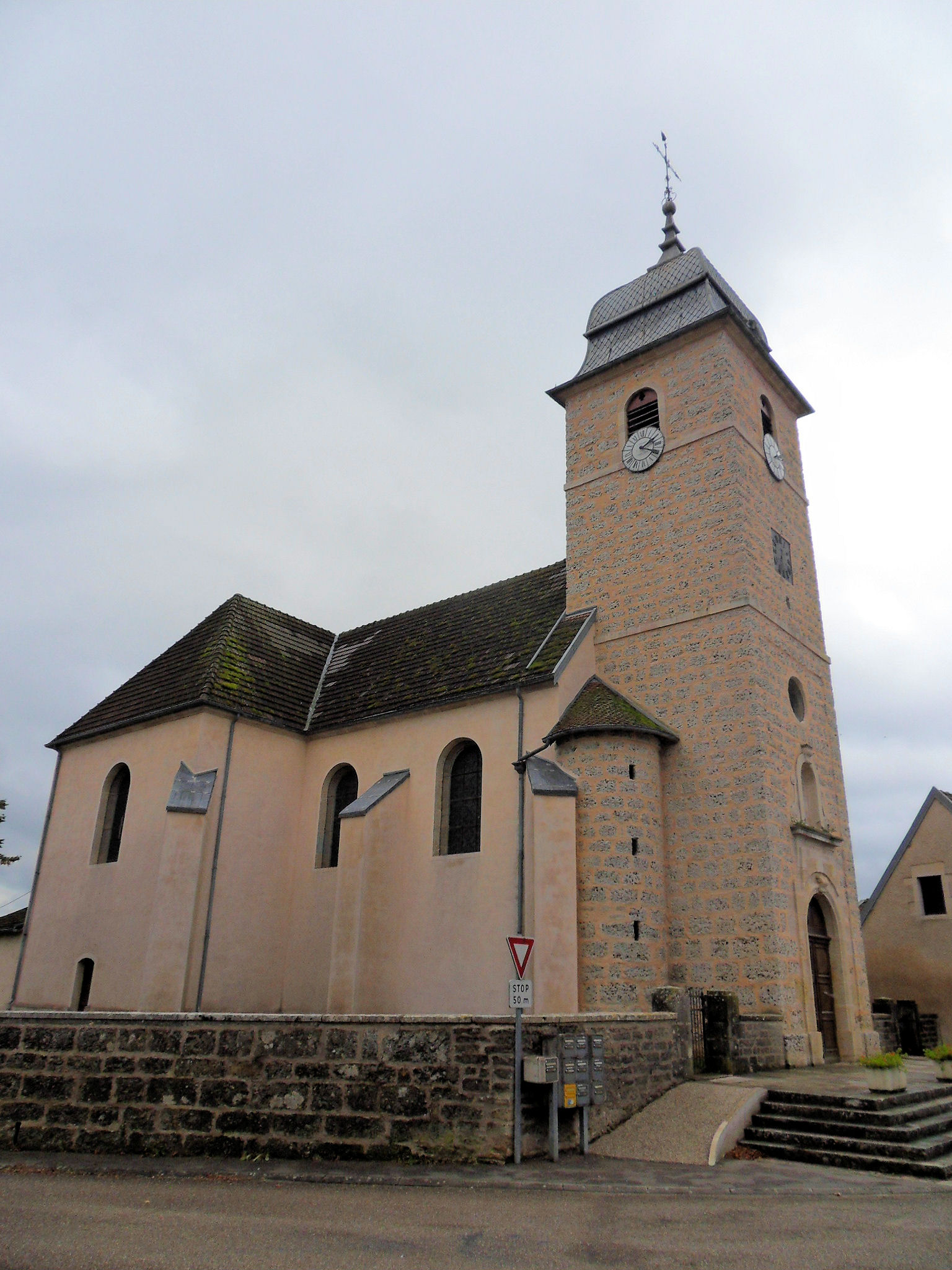
Vadans, Kirche

Vadans ist eine Gemeinde im französischen Département Haute-Saône in der Region Bourgogne-Franche-Comté.

## Geographie
Vadans liegt auf einer Höhe von 203 m über dem Meeresspiegel, acht Kilometer nördlich von Pesmes und etwa 35 Kilometer westnordwestlich der Stadt Besançon (Luftlinie). Das Dorf erstreckt sich im Süden des Départements, östlich der Saôneebene in der Niederung des Baches Rèsie zwischen den ausgedehnten Wäldern Gros Bois und Bois Dame.
Die Fläche des 12,95 km² großen Gemeindegebiets umfasst einen Abschnitt der leicht gewellten Landschaft zwischen den Talebenen von Ognon im Süden und Saône im Norden. Von Osten nach Westen wird das Gebiet wird von der Talniederung der Rèsie durchquert, die für die Entwässerung zum Ognon sorgt. Die Niederung weist eine Breite von ungefähr einem Kilometer auf und liegt durchschnittlich auf 200 m. Bei Vadans tritt der Seitenbach Ruisseau de Sainte-Cécile in das Tal ein. Flankiert wird die Talniederung auf beiden Seiten von einem auf durchschnittlich 220 m gelegenen Plateau. Es ist aus tertiären Sedimenten aufgebaut und wird teils landwirtschaftlich genutzt, überwiegend ist es jedoch waldbedeckt. Nach Südosten erstreckt sich das Gemeindeareal bis in den Bois de la Fresse. Im Norden dehnt sich der Bois Dame aus. Mit 243 m wird hier die höchste Erhebung von Vadans erreicht.
Nachbargemeinden von Vadans sind Germigney und Le Tremblois im Norden, Lieucourt und Valay im Osten, Chevigney und La Grande-Résie im Süden sowie Broye-Aubigney-Montseugny im Westen.

## Geschichte
Einige Funde weisen darauf hin, dass das Gemeindegebiet von Vadans bereits im Neolithikum besiedelt war. Im Mittelalter gehörte Vadans zur Freigrafschaft Burgund und darin zum Gebiet des Bailliage d’Amont. Die lokale Herrschaft hatten die Herren von Pesmes inne. Kirchlich gehörte der Ort zur Johanniterkommende von Montseugny. Zusammen mit der Franche-Comté gelangte Vadans mit dem Frieden von Nimwegen 1678 definitiv an Frankreich. Mit der Einweihung der Bahnlinie von Marnay nach Gray wurde das Dorf 1910 an das französische Eisenbahnnetz angeschlossen. Der Betrieb der Linie wurde jedoch wieder eingestellt. Seit 1. Januar 2017 ist Vadans Mitglied des 48 Ortschaften umfassenden Gemeindeverbandes Communauté de communes Val de Gray.

## Sehenswürdigkeiten
Die Dorfkirche Sainte-Trinité von Vadans wurde im 18. Jahrhundert neu erbaut. In einem Bildstock am Dorfeingang befindet sich eine Statue Christi als Schmerzensmann aus dem 16. Jahrhundert. Ebenfalls aus dem 16. Jahrhundert stammt ein Herrschaftssitz. Im Wald Bois Dame sind die Überreste einer mittelalterlichen Burg sichtbar.

## Bevölkerung
| Jahr                       | 1962 | 1968 | 1975 | 1982 | 1990 | 1999 | 2008 | 2017 | 2021 |
| Einwohner                  | 104  | 113  | 87   | 81   | 92   | 96   | 128  | 134  | 131  |
| Quellen: Cassini und INSEE |      |      |      |      |      |      |      |      |      |

Mit 134 Einwohnern (1. Januar 2022) gehört Vadans zu den kleinsten Gemeinden des Département Haute-Saône. Nachdem die Einwohnerzahl in der ersten Hälfte des 20. Jahrhunderts deutlich abgenommen hatte (1891 wurden noch 325 Personen gezählt), wurde seit Beginn der 1990er Jahre wieder ein leichtes Bevölkerungswachstum verzeichnet.

## Wirtschaft und Infrastruktur
Vadans war bis weit ins 20. Jahrhundert hinein ein vorwiegend durch die Landwirtschaft (Ackerbau, Obstbau und Viehzucht) und die Forstwirtschaft geprägtes Dorf. Heute gibt es einige Betriebe des lokalen Kleingewerbes. In den letzten Jahrzehnten hat sich das Dorf zu einer Wohngemeinde gewandelt. Viele Erwerbstätige sind deshalb Wegpendler, die in den größeren Ortschaften der Umgebung ihrer Arbeit nachgehen.
Die Ortschaft liegt abseits der größeren Durchgangsachsen an einer Departementsstraße, die von Valay nach Broye führt. Weitere Straßenverbindungen bestehen mit Chevigney, Germigney und Lieucourt.